# お笑い大集合
『お笑い大集合』（おわらいだいしゅうごう）は、フジテレビ系列で放送されていたフジテレビ製作の演芸番組である。製作局のフジテレビでは1978年4月1日から1980年9月27日まで放送。その後も1980年10月4日から1981年3月28日まで『大進撃!おもしろ組』（だいしんげき おもしろぐみ）と題して放送されていた。

## 概要
番組前半の演芸コーナーには、ツービートや劇団東京乾電池などが出演。番組後半はものまね芸人たちによる演芸コーナーで、佐々木つとむ、堺すすむ、はたけんじがメインで出演していた。このほか、当時の若手芸人である若人あきら、片岡鶴太郎や大御所の桜井長一郎も随時出演していた。コーナーの最後には、顔面を白塗りにしたはたが三波春夫の物真似をしていた。
番組は、首都圏近郊のホールでの公開収録を行っていた。総合司会は月の家円鏡（後の八代目橘家圓蔵）が務めていた。
番組は2年半にわたって放送されたが、放送時間の変更を機に改題リニューアルした。このリニューアルでツービート、シティボーイズ、角替和枝、松金よね子らがレギュラー入りし、収録場所もフジテレビ本社旧社屋のスタジオに変更された。またこれ以後は、ゲスト出演者による漫才やコントも行われるようになった。

## 放送時間
いずれも日本標準時、フジテレビでの放送時間。フジテレビのこの時間帯はローカルセールス枠であるため、この時間帯に自社製作番組の放送や他番組の遅れネットを行い、本番組を別の時間帯に放送ないしは未放送とする局もあった。
- 土曜 18:00 - 18:30 （1978年4月1日 - 1980年9月27日、『お笑い大集合』）
- 土曜 12:00 - 12:30 （1980年10月4日 - 1981年3月28日、『大進撃!おもしろ組』）

## スタッフ
- プロデューサー：新谷進英、岩本武治、横澤彪
- ディレクター：佐藤義和、松永剛
- 作・構成：塚田茂、鈴木哲、高田文夫
- 音楽：土持城夫
- 技術：金岩昭博（八峯テレビ）
- デザイン：薩本尚武

## レコード化
1978年、本番組に出演していたものまね芸人たちによる『フジテレビお笑い大集合!』が東芝より発売されている。